# Phrixgnathus gracilis
Phrixgnathus gracilis är en snäckart som först beskrevs av Suter 1913.  Phrixgnathus gracilis ingår i släktet Phrixgnathus och familjen punktsnäckor. Inga underarter finns listade i Catalogue of Life.